# Mesoliet

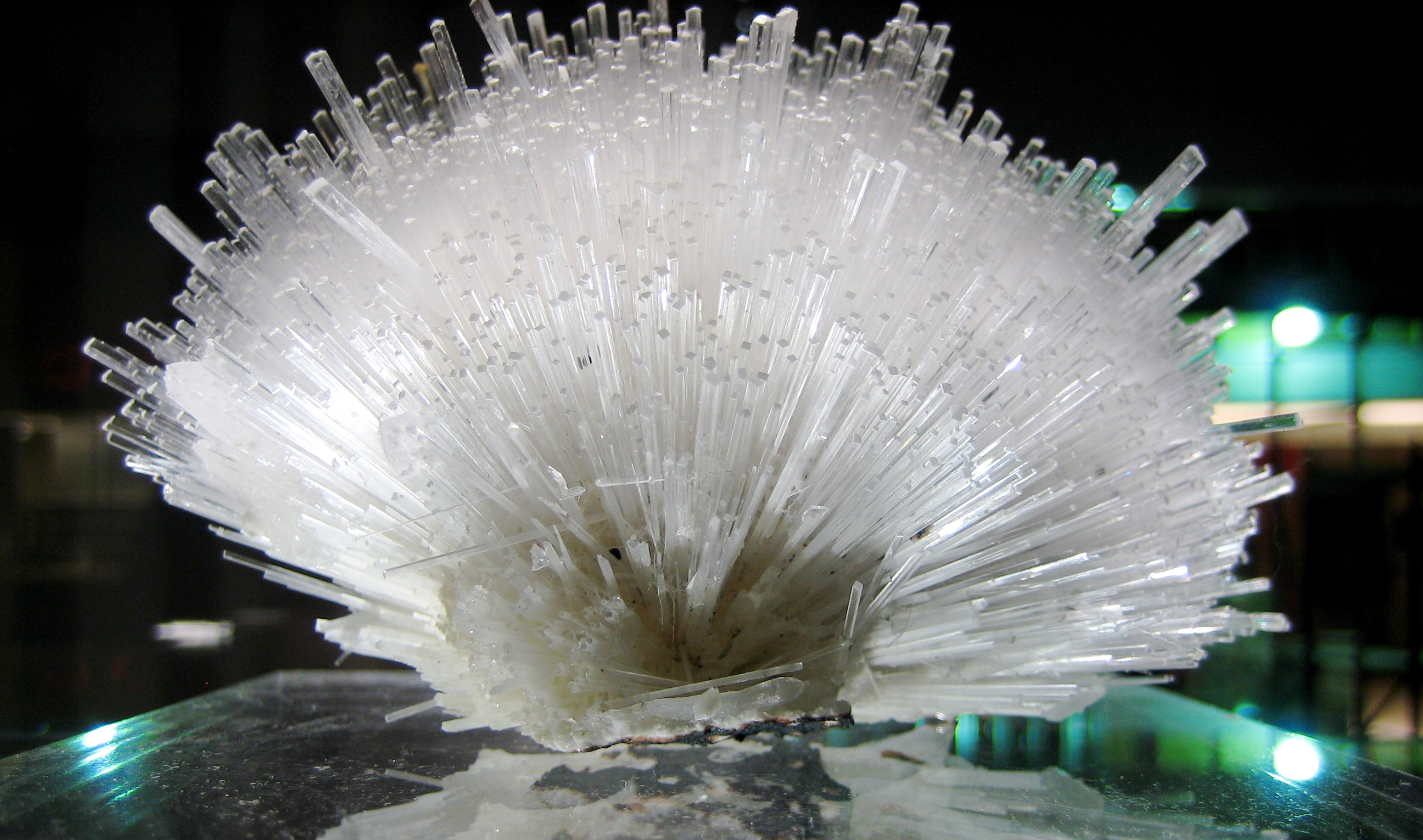
Mesoliet

Het mineraal mesoliet is een natrium-calcium-aluminium-tectosilicaat, een verbinding van tectosilicaationen met natrium, calcium en aluminium  met de molecuulformule Na2Ca2Al6Si9O30·8(H2O). Het is dus gehydrateerd en een tectosilicaat, een van de zeolieten. Het wordt ook katoensteen genoemd. De naam is afgeleid van de Oudgriekse woorden μέσος, mesos, midden en λίθος, lithos, dat steen betekent. Het is wit, grijs of vaalgeel, heeft een glas- tot zijdeglans en een witte streepkleur. Het heeft een monoklien kristalstelsel en een perfecte splijting volgens de kristalvlakken [101] en [001]. De massadichtheid is 2,29 kg/l, de hardheid is 5 en het mineraal is niet radioactief. Het komt vooral in amygdaloidale basaltgesteenten voor. De typelocatie zijn de Cyclops-eilanden ten noordoosten van en dichtbij Catania op Sicilië.